# Тристанка
Триста́нка (Nesospiza) — рід горобцеподібних птахів родини саякових (Thraupidae). Представники цього роду є ендеміками архіпелагу Тристан-да-Кунья у південній частині Атлантичного океану. Раніше тристанок відносили до родини вівсянкових (Emberizidae), однак за результатами низки молекулярно-філогенетичних досліджень їх, разом з низкою інших видів, було переведено до родини саякових, підродини квіткоколних (Diglossinae).

## Опис
Тристанки — птахи середнього розміру, середня довжина яких становить 16-22 см. а вага 24-53 г. Вони мають переважно оливкове забарвлення, груди у них жовтуваті. Тристанки живуть на луках, серед чагарників і купин. Живляться насінням, комахами і плодами.

## Види
Виділяють три види:
- Тристанка мала (Nesospiza acunhae)
- Тристанка велика (Nesospiza wilkinsi)
- Тристанка жовта (Nesospiza questi)[9][10][11]

## Етимологія
Наукова назва роду Nesospiza походить від сполучення слів дав.-гр. νησος — острів і σπιζα — зяблик.